# 高木広一
高木 広一（たかぎ ひろいち、1908年〈明治41年〉8月 - 1980年〈昭和55年〉3月10日）は、日本の外交官。初代外務省賠償部長、外務省移住局長、駐デンマーク特命全権大使、駐ギリシャ特命全権大使。

## 人物・経歴
京都出身。大阪の伴野商店店員、京都市立第一商業学校（現京都市立西京高等学校）を経て、1932年に名古屋高等商業学校（現名古屋大学経済学部）を卒業し、東京商科大学（現一橋大学）に進学した。1933年に高等試験外交科に合格し、1934年に大学を中退して外務省に入省した。
1949年通商産業省通商局輸入第三課長。1950年通商産業省通商局輸入第二課長。同年通商産業省通商局輸出課長。1952年在ブエノスアイレス日本政府在外事務所所長。同年在アルゼンチン日本国大使館臨時代理大使。1955年外務省アジア局臨時賠償室長。同年外務省アジア局賠償部長。1957年在ジャカルタ日本国総領事館総領事。
1958年在インドネシア日本国大使館臨時代理大使。1959年外務省大臣官房審議官。同年外務省移住局長。1963年特命全権大使デンマーク国駐箚。1965年特命全権大使パキスタン国駐箚。1967年特命全権大使ギリシャ国駐箚。1973年海外移住審議会委員。丸紅参与、海外経済協力基金理事なども務めた。1980年叙従三位。

## 著書
- 『最近の海外移住事情』ラテン・アメリカ協会 1960年